# Домино (Тексас)
Домино (енгл. Domino) град је у америчкој савезној држави Тексас. По попису становништва из 2010. у њему је живело 93 становника.

## Демографија
Према попису становништва из 2010. у граду је живело 93 становника, што је 41 (78,8%) становника више него 2000. године.
| Група             | 2000.      | 2010.      |
| Белци             | 19 (36,5%) | 31 (33,3%) |
| Афроамериканци    | 33 (63,5%) | 61 (65,6%) |
| Азијати           | 0 (0,0%)   | 0 (0,0%)   |
| Хиспаноамериканци | 0 (0,0%)   | 1 (1,1%)   |
| Укупно            | 52         | 93         |